# U.S.D. Cirié Calcio

Logo USD của quỹ đạo Cassé.

Unione Sportiva Dilettante Cirié Calcio (trước đây là Unione Sportiva Dilettante Orbassano Cirié) là một câu lạc bộ bóng đá Ý đến từ Cirié, Piedmont. Màu sắc của đội là đen và xanh.